# Everistia
Everistia là một chi thực vật có hoa trong họ Thiến thảo (Rubiaceae).

## Loài
Chi Everistia gồm các loài: